# Gustaf Jacob af Dalström
Gustaf Jacob af Dalström, före adlandet 1833 Dalström, född den 25 juli 1785 i Stockholm, död den 22 januari 1867 i Stockholm, var en svensk militär och ämbetsman.

## Biografi

### Tidiga år
Gustaf Jacob af Dalström var son till kyrkoherden Erik Dahlström och hans hustru Christina Julin samt gifte sig 1816 med Anna Christina Hållander. Han var far till militären Oskar af Dalström.

### Karriär
Dalström blev fänrik vid Upplands lantvärn 1808, deltog med utmärkelse i finska kriget och blev efter slaget vid Lemo den 19 augusti 1808 löjtnant. År 1813 utnämndes han till kapten vid Älvsborgs regemente och blev 1818 major vid Generalstaben, överste 1831 och generalmajor 1848. I 1813 års krig deltog Dalström som stabschef vid 4:e brigaden och sårades svårt i slaget vid Rosslau. År 1833 adlades Dalström under namnet af Dalström, och var 1821–1836 tjänstgörande major vid Krigsakademien på Karlberg och var 1836–1848 chef för Älvsborgs regemente. År 1848 blev han chef för en brigad av den svenska observationskåren på Fyn och i september samma år högste befälhavare för de i Danmark kvarvarande svenska trupperna. Dalström blev 1849 landshövding och militärbefälhavare på Gotland och var 1853–1854 högste befälhavare för de till neutralitetens skyddande sammandragna trupperna. År 1858 erhöll han avsked.

## Utmärkelser[3]
- För tapperhet i fält - 29 september 1813 (för visat mod i Slaget vid Rosslau)
- Riddare av Svärdsorden - 28 januari 1816
- Ledamot av Kungliga Krigsvetenskapsakademien - 23 februari 1822
- Hederssabel given av Karl XIV Johan - 1826
- Adlad - 19 oktober 1833
- Kommendör av Svärdsorden - 14 oktober 1844
- Kommendör av danska Dannebrogorden - 9 augusti 1848
- Kommendör med Stora Korset av Svärdsorden - 18 december 1854
- Karl Johansmedaljen - 27 oktober 1855